# TEE Molière
Le TEE Paris-Rhur - Molière était un train rapide qui reliait Paris-Nord à Dortmund, de 1957 à 1979. Exploité par la Deutsche Bundesbahn puis par la SNCF alternativement, le TEE Paris-Rhur - Molière était un Trans-Europ-Express (donc uniquement en première classe) jusqu'à la fin du service d'hiver le 26 mai 1979 puisqu'il cessait définitivement de circuler.
Le nom de ce TEE fait référence du nom de scène de Jean-Baptiste Poquelin, comédien et auteur dramatique français (1622-1673).

## Parcours et arrêts
- 2 juin 1957 Paris, Maubeuge, Charleroi, Namur, Liège, Verviers, Aachen, Köln, Düsseldorf, Duisburg, Essen, Bochum, Dortmund (609,5 km)[1].
- 31 mai 1959 arrêt supplémentaire à Herbesthal, supprimé en été 1966[1].
- 1er juin 1969 arrêt supplémentaire à Saint-Quentin, sens impair seulement, et arrêt à Bochum supprimé[1].
- 26 septembre 1971 limité à Düsseldorf (532, 2 km)[1].
- 1er juin 1975 Parcours désormais limité à Paris, Saint-Quentin, (sens impair), Maubeuge, Charleroi, Namur, Liège, Verviers, Aachen, Köln (492,1 km)[1].
- 28 mai 1978 Arrêt à Saint-Quentin dans les deux sens[1].
- 27 mai 1979 TEE supprimé par un train de 1re et 2e classe, classé Intercity, conservant le même nom[1].

## Numérotation
- 2 juin 1957 TEE 185-168
- 28 mai 1967 TEE 41-42
- 23 mai 1971 TEE 41-40
- 3 juin 1973 prend le nom de "Molière"

## Matériel
- 2 juin 1957 Rame diesel type VT 08 de la DB à titre provisoire jusqu'en décembre 1957, puis rame diesel TEE DB, VT 11 à 5 remorques, 1 jeu[1].
- 29 mai 1960 Autorail TEE SNCF, 1 jeu[1].
- 30 mai 1965 Rame diesel TEE DB, VT 11 à 6 remorques, 1 jeu[1].
- 1er juin 1969 Voitures TEE SNCF, type Mistral 69, 1 jeu comprenant 2 à 3 A8, 1 Vr, 1 A5r, 1 A4D[1].

Restauration assurée par la DSG sur le matériel DB et par CIWL sur celui de la SNCF.